# لاي-دوس
لاي-دوس (باليابانية: 株式会社Lay-duce، بالروماجي: Kabushiki-gaisha Rei-dyūsu) هو استوديو رسوم متحركة ياباني، تأسس في أغسطس عام 2013 من قبل منتج استوديو بونز السابق يوناي نوريموتو، ويقع مقره في مدينة طوكيو.

## أعمال الاستوديو

### مسلسلات أنمي تلفزيونية
| العنوان                                        | المخرج                       | تاريخ العرض                     | عدد الحلقات | مراجع |
| ---------------------------------------------- | ---------------------------- | ------------------------------- | ----------- | ----- |
| Go! Go! 575 ‏                                   | تاكيبومي أنزاي               | 9 يناير 2014 - 30 يناير 2014    | 4           | [ 3 ] |
| كلاسروم كرايسس                                 | كينجي ناغاساكي               | 3 يوليو 2015 - 25 سبتمبر 2015   | 13          | [ 4 ] |
| Magi: Adventure of Sinbad                      | يوشياكازو مياو               | 23 أبريل 2016 - 2 يوليو 2016    | 13          | [ 5 ] |
| Our love has always been 10 centimeters apart ‏ | هيتوشي نانبا تاكورو تسوكادا  | 24 نوفمبر 2017 - 30 ديسمبر 2017 | 6           | [ 6 ] |
| Release the Spyce                              | أكيرا ساتو                   | 7 أكتوبر 2018 - 23 ديسمبر 2018  | 12          | [ 7 ] |
| O Maidens in Your Savage Season                | ماساشيرو أندو ناكورو تسوكادا | 5 يوليو 2019 - 20 سبتمبر 2019   | 12          | [ 8 ] |
| I-Chu: Halfway Through the Idol ‏               | هيتوشي نانبا                 | 6 يناير 2021 - 24 مارس 2021     | 12          | [ 9 ] |

### الأفلام
| العنوان                               | المخرج                      | تاريخ العرض    | مراجع  |
| ------------------------------------- | --------------------------- | -------------- | ------ |
| Fate/Grand Order: First Order ‏        | هيتوشي نانبا                | 31 ديسمبر 2016 | [ 10 ] |
| Fate/Grand Order: Moonlight/Lostroom ‏ | هيتوشي نانبا تاكورو تسوكادا | 31 ديسمبر 2017 | [ 11 ] |

### أوفا
| العنوان                   | المخرج         | تاريخ العرض                  | عدد الحلقات | مراجع  |
| ------------------------- | -------------- | ---------------------------- | ----------- | ------ |
| Magi: Adventure of Sinbad | يوشيكازو مياو  | 16 مايو 2014 - 15 يوليو 2015 | 5           | [ 12 ] |
| Yuru Yuri Ten,            | دايغو ياماغيشي | 13 ديسمبر 2019               | 1           | [ 13 ] |

## وصلات خارجية
- الموقع الرسمي باللغة اليابانية